# فلیکس گال
فلیکس گال (آلمانی: Felix Gall؛ زادهٔ ۲۷ فوریهٔ ۱۹۹۸ ‏(۲۷ سال)) دوچرخه‌سوار اهل اتریش است.
وی در مسابقات کشوری و بین‌المللی در مجموع برندهٔ ۱ مدال طلا شده‌است.